# Sindaci di Vicenza
Di seguito l'elenco cronologico dei sindaci di Vicenza e delle altre figure apicali equivalenti che si sono succedute nel corso della storia.

## Regno d'Italia (1866-1946)
| Sindaci nominati dal governo (1866-1889)                   | Sindaci nominati dal governo (1866-1889) | Sindaci nominati dal governo (1866-1889) | Sindaci nominati dal governo (1866-1889) | Sindaci nominati dal governo (1866-1889) |
| Nominativo                                                 | Partito                                  | Partito                                  | Mandato                                  | Mandato                                  |
| Nominativo                                                 | Partito                                  | Partito                                  | Inizio                                   | Fine                                     |
| ---------------------------------------------------------- | ---------------------------------------- | ---------------------------------------- | ---------------------------------------- | ---------------------------------------- |
| Gaetano Costantini                                         |                                          | Indipendente                             | 1866                                     | 1867                                     |
| Luigi Piovene Porto Godi                                   |                                          | Destra storica                           | 1868                                     | 1874                                     |
| Giuseppe Bacco                                             |                                          | Sinistra storica                         | 1874                                     | 1874                                     |
| Francesco Ceoloni                                          |                                          | Sinistra storica                         | 1874                                     | 1875                                     |
| Bortolo Clementi                                           |                                          | Destra storica                           | 1875                                     | 1879                                     |
| Biego Alvise                                               |                                          | Sinistra storica                         | 1879                                     | 1879                                     |
| Guardino Colleoni                                          |                                          | Sinistra storica                         | 1879                                     | 1882                                     |
| Biego Alvise                                               |                                          | Sinistra storica                         | 1882                                     | 1882                                     |
| Ludovico Bonin                                             |                                          | Sinistra storica                         | 1883                                     | 1884                                     |
| Giuseppe Zanella                                           |                                          | Destra storica                           | 1884                                     | 1889                                     |
| Sindaci eletti dal Consiglio comunale (1889-1926)          |                                          |                                          |                                          |                                          |
| Nominativo                                                 | Partito                                  | Partito                                  | Mandato                                  | Mandato                                  |
| Nominativo                                                 | Partito                                  | Partito                                  | Inizio                                   | Fine                                     |
| Giuseppe Zanella                                           |                                          | Destra storica                           | 1889                                     | 1892                                     |
| Virginio Lugo                                              |                                          | Destra storica                           | 1892                                     | 1893                                     |
| Orazio Tretti                                              |                                          | Destra storica                           | 1893                                     | 1893                                     |
| Antonio Porto                                              |                                          | Destra storica                           | 1893                                     | 1896                                     |
| Roberto Zileri Dal Verme                                   |                                          | Cattolici Conservatori                   | 1896                                     | 1897                                     |
| Eleonoro Pasini                                            |                                          | Sinistra storica                         | 1897                                     | 1900                                     |
| Norberto Marzotto                                          |                                          | Destra storica                           | 1900                                     | 1906                                     |
| Giuseppe Roi                                               |                                          | Destra storica                           | 1906                                     | 1908                                     |
| Augusto Bucchia                                            |                                          | Destra storica                           | 1908                                     | 1908                                     |
| Angelo Valmarana                                           |                                          | Sinistra storica                         | 1908                                     | 1909                                     |
| Riccardo Dalle Mole                                        |                                          | Unione Liberale                          | 1909                                     | 1914                                     |
| Licinio Muzani                                             |                                          | Unione Liberale                          | 1914                                     | 1919                                     |
| Ettore Boeche                                              |                                          | Unione Liberale                          | 1919                                     | 1920                                     |
| Luigi Faccio                                               |                                          | Partito Socialista Italiano              | 1920                                     | 1922                                     |
| Antonio Franceschini                                       |                                          | Partito Nazionale Fascista               | 1922                                     | 1926                                     |
| Podestà nominati dal governo (1926-1945)                   |                                          |                                          |                                          |                                          |
| Nominativo                                                 | Partito                                  | Partito                                  | Mandato                                  | Mandato                                  |
| Nominativo                                                 | Partito                                  | Partito                                  | Inizio                                   | Fine                                     |
| Antonio Franceschini                                       |                                          | Partito Nazionale Fascista               | 1926                                     | 1932                                     |
| Gianbattista Cebba                                         |                                          | Partito Nazionale Fascista               | 1932                                     | 1940                                     |
| Angelo Lampertico                                          |                                          | Partito Nazionale Fascista               | 1940                                     | 16 ottobre 1943                          |
| Giulio Capuzzo Dolcetta (Commissario prefettizio)          | –                                        | –                                        | 16 ottobre 1943                          | 20 dicembre 1943                         |
| Antonio Corna                                              |                                          | Partito Fascista Repubblicano            | 20 dicembre 1943                         | 27 aprile 1945                           |
| Sindaci del periodo costituzionale transitorio (1945-1946) |                                          |                                          |                                          |                                          |
| Nominativo                                                 | Partito                                  | Partito                                  | Mandato                                  | Mandato                                  |
| Nominativo                                                 | Partito                                  | Partito                                  | Inizio                                   | Fine                                     |
| Luigi Faccio                                               |                                          | Partito Socialista Italiano              | 1945                                     | 1946                                     |

## Repubblica Italiana (dal 1946)
| Sindaci eletti dal Consiglio comunale (1946-1995)    | Sindaci eletti dal Consiglio comunale (1946-1995) | Sindaci eletti dal Consiglio comunale (1946-1995) | Sindaci eletti dal Consiglio comunale (1946-1995) | Sindaci eletti dal Consiglio comunale (1946-1995) | Sindaci eletti dal Consiglio comunale (1946-1995) | Sindaci eletti dal Consiglio comunale (1946-1995) | Sindaci eletti dal Consiglio comunale (1946-1995) | Sindaci eletti dal Consiglio comunale (1946-1995) |
| Nominativo                                           | Nominativo                                        | Partito                                           | Partito                                           | Giunta                                            | Giunta                                            | Mandato                                           | Mandato                                           | Elezione                                          |
| Nominativo                                           | Nominativo                                        | Partito                                           | Partito                                           | Giunta                                            | Giunta                                            | Inizio                                            | Fine                                              | Elezione                                          |
| ---------------------------------------------------- | ------------------------------------------------- | ------------------------------------------------- | ------------------------------------------------- | ------------------------------------------------- | ------------------------------------------------- | ------------------------------------------------- | ------------------------------------------------- | ------------------------------------------------- |
|                                                      | Luigi Faccio                                      |                                                   | Partito Socialista Italiano                       |                                                   | PSI-PCI                                           | 1946                                              | 1948                                              | Elezioni 1946                                     |
|                                                      | Giuseppe Zampieri                                 |                                                   | Democrazia Cristiana                              |                                                   | DC-PSDI-PLI                                       | 1948                                              | 1951                                              | Elezioni 1946                                     |
|                                                      | Giuseppe Zampieri                                 | DC-PSDI-PLI                                       | Democrazia Cristiana                              | 1951                                              | 1956                                              | Elezioni 1951                                     |                                                   |                                                   |
|                                                      | Giuseppe Zampieri                                 | DC-PSDI-PLI                                       | Democrazia Cristiana                              | 1956                                              | 1958                                              | Elezioni 1956                                     |                                                   |                                                   |
|                                                      | Antonio Dal Sasso                                 |                                                   | Democrazia Cristiana                              |                                                   | DC-PSDI-PLI                                       | Elezioni 1956                                     | 1958                                              | 1960                                              |
|                                                      | Antonio Dal Sasso                                 | DC-PSDI-PLI                                       | Democrazia Cristiana                              | 1960                                              | 1962                                              | Elezioni 1960                                     |                                                   |                                                   |
|                                                      | Giorgio Sala                                      |                                                   | Democrazia Cristiana                              |                                                   | DC-PSI-PSDI                                       | Elezioni 1960                                     | 1962                                              | 1964                                              |
|                                                      | Giorgio Sala                                      | DC-PSI-PSDI                                       | Democrazia Cristiana                              | 1964                                              | 1970                                              | Elezioni 1964                                     |                                                   |                                                   |
|                                                      | Giorgio Sala                                      | DC-PSI-PSDI                                       | Democrazia Cristiana                              | 1970                                              | 1975                                              | Elezioni 1970                                     |                                                   |                                                   |
|                                                      | Giovanni Chiesa                                   |                                                   | Democrazia Cristiana                              |                                                   | DC-PSI-PSDI                                       | 1975                                              | 1980                                              | Elezioni 1975                                     |
|                                                      | Giovanni Chiesa                                   | DC-PSI-PSDI                                       | Democrazia Cristiana                              | 1980                                              | 1981                                              | Elezioni 1980                                     |                                                   |                                                   |
|                                                      | Antonio Corazzin                                  |                                                   | Democrazia Cristiana                              |                                                   | DC-PSI-PSDI                                       | Elezioni 1980                                     | 1981                                              | 1985                                              |
|                                                      | Antonio Corazzin                                  | DC-PSI-PSDI-PRI-PLI                               | Democrazia Cristiana                              | 1985                                              | 7 maggio 1990                                     | Elezioni 1985                                     |                                                   |                                                   |
|                                                      | Achille Variati                                   |                                                   | Democrazia Cristiana                              |                                                   | DC-PSI-PDS-FdV                                    | 7 maggio 1990                                     | 8 maggio 1995                                     | Elezioni 1990                                     |
| Sindaci eletti direttamente dai cittadini (dal 1995) |                                                   |                                                   |                                                   |                                                   |                                                   |                                                   |                                                   |                                                   |
| Nominativo                                           | Nominativo                                        | Partito                                           | Partito                                           | Coalizione                                        | Coalizione                                        | Mandato                                           | Mandato                                           | Elezione                                          |
| Nominativo                                           | Nominativo                                        | Partito                                           | Partito                                           | Coalizione                                        | Coalizione                                        | Inizio                                            | Fine                                              | Elezione                                          |
|                                                      | Marino Quaresimin                                 |                                                   | Partito Popolare Italiano                         |                                                   | PDS-PPI-FdV-PdD                                   | 7 maggio 1995                                     | 25 giugno 1998                                    | Elezioni 1995                                     |
|                                                      | Filippo Rubino (Commissario prefettizio)          | –                                                 | –                                                 | –                                                 | –                                                 | 22 luglio 1998                                    | 13 dicembre 1998                                  | –                                                 |
|                                                      | Enrico Hüllweck                                   |                                                   | Forza Italia                                      |                                                   | FI-AN-CCD                                         | 14 dicembre 1998                                  | 9 giugno 2003                                     | Elezioni 1998                                     |
|                                                      | Enrico Hüllweck                                   | FI-AN-UDC                                         | Forza Italia                                      | 9 giugno 2003                                     | 13 febbraio 2008                                  | Elezioni 2003                                     |                                                   |                                                   |
|                                                      | Vincenzo Madonna (Commissario prefettizio)        | –                                                 | –                                                 | –                                                 | –                                                 | 14 febbraio 2008                                  | 29 aprile 2008                                    | –                                                 |
|                                                      | Achille Variati                                   |                                                   | Partito Democratico                               |                                                   | PD-L. civiche                                     | 30 aprile 2008                                    | 27 maggio 2013                                    | Elezioni 2008                                     |
|                                                      | Achille Variati                                   | PD-UdC-L. civiche                                 | Partito Democratico                               | 27 maggio 2013                                    | 13 giugno 2018                                    | Elezioni 2013                                     |                                                   |                                                   |
|                                                      | Francesco Rucco                                   |                                                   | Indipendente di Centro-destra                     |                                                   | LSP-FI-FdI-L. civiche                             | 14 giugno 2018                                    | 29 maggio 2023                                    | Elezioni 2018                                     |
|                                                      | Giacomo Possamai                                  |                                                   | Partito Democratico                               |                                                   | PD-AVS-AZ-IV-L. civiche                           | 30 maggio 2023                                    | In carica                                         | Elezioni 2023                                     |